# Порто (Самора)
Порто (ісп. Porto) — муніципалітет в Іспанії, у складі автономної спільноти Кастилія-і-Леон, у провінції Самора. Населення — 222 особи (2010).
Муніципалітет розташований на відстані близько 330 км на північний захід від Мадрида, 120 км на північний захід від Самори.

## Демографія
Динаміка населення (INE ):

## Галерея зображень
- Розташування муніципалітету Порто

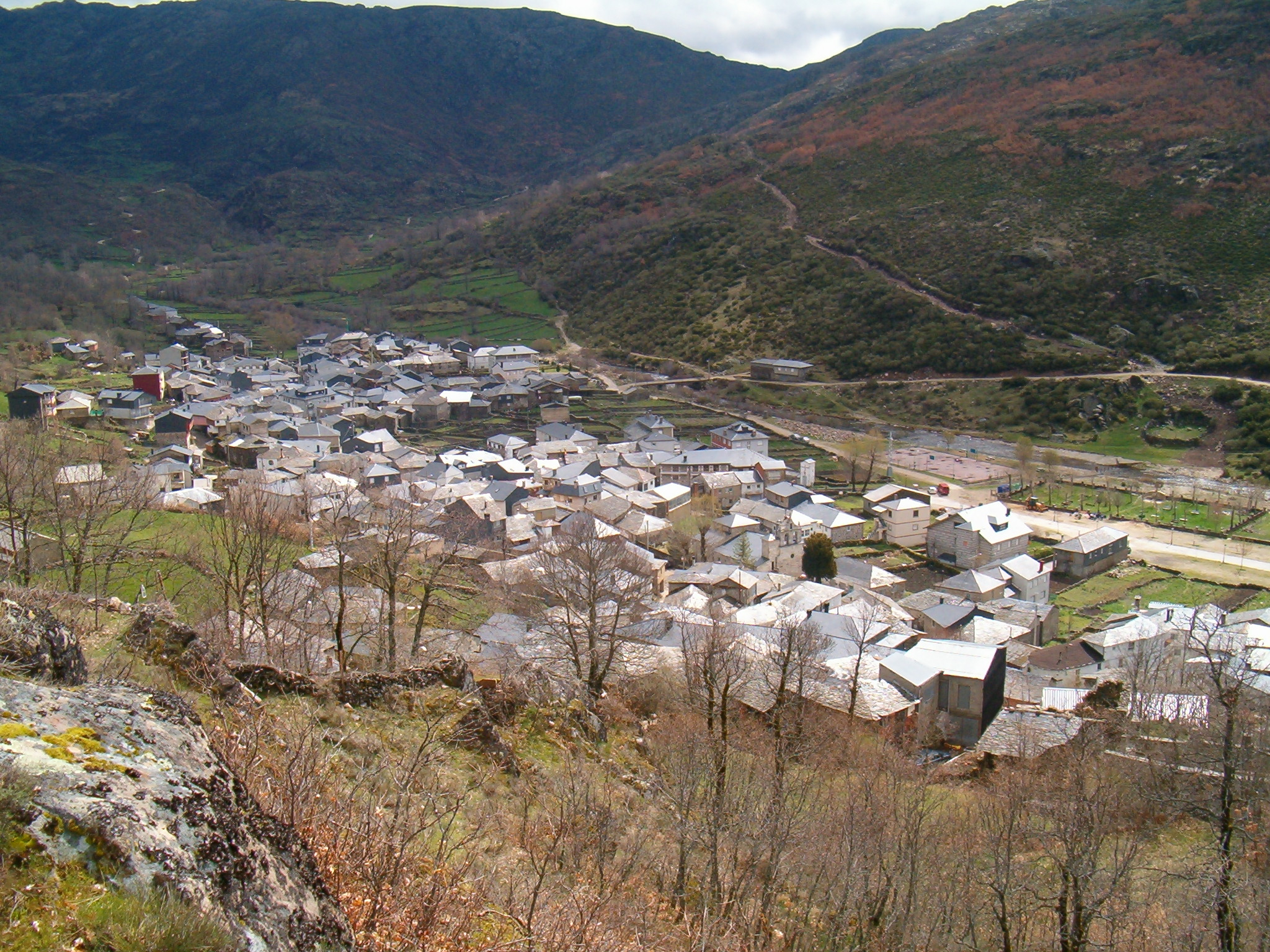
Панорама